# 포드 토러스 폴리스 인터셉터 세단
포드 토러스 폴리스 인터셉터 세단(영어:Ford Taurus Police Interceptor Sedan)은 미국의 자동차 회사인 포드에서 만드는 경찰 및 관공서용 세단이다. 포드 토러스를 모체로 하여 만들어졌다.

## 설명
포드 토러스 폴리스 인터셉터 세단은 FPIS라고도 불린다. 2012년에 포드 익스플로러 폴리스 인터셉터 유틸리티와 같이 출시되었으며 포드 크라운 빅토리아 폴리스 인터셉터의 정식 후속 차종이다. 민수용으로 판매되는 포드 토러스의 파생형이지만 포드사에서는 포드 토러스와 별개의 차종으로 구분하며 포드 익스플로러 폴리스 인터셉터 유틸리티, 포드 익스페디션 SSV, 포드 F-150 폴리스 리스폰더와 더불어 경찰 및 관공서용으로만 판매되고 있다. 포드 토러스 폴리스 인터셉터 세단은 민수용인 포드 토러스와 같이 단종되는 2019년까지 미국 경찰국들이 많이 도입한 경찰차이기도 하다. 경찰차 사양인만큼 일반 토러스와는 달리 경찰들을 위한 편의 장비가 장착되어 있다. 단종되는 2019년에는 후속 차종으로 포드 퓨전을 기반으로 하는 포드 퓨전 폴리스 리스폰더가 출시되었지만 포드 퓨전 폴리스 리스폰더마저도 출시된지 1년만에 민수용인 포드 퓨전을 따라서 단종되었다. 정식적으로는 포드 크라운 빅토리아 폴리스 인터셉터의 후계자는 이차종이지만 실질적으로는 포드 익스플로러 폴리스 인터셉터 유틸리티가 포드 크라운 빅토리아 폴리스 인터셉터의 후계자 자리를 계승하고 있다.

## 같이 보기
- 포드
- 포드 토러스
- 경찰차
- 미국 경찰

]